# Poecilia
Poecilia – rodzaj słodkowodnych ryb z rodziny piękniczkowatych (Poeciliidae). Niektóre z nich są powszechnie hodowane w akwariach.

## Klasyfikacja
Gatunki zaliczane do tego rodzaju:
| - Poecilia bifurca - Poecilia boesemani - Poecilia branneri - Poecilia butleri - Poecilia catemaconis - Poecilia caucana - Poecilia caudofasciata – limka prążkowana - Poecilia chica - Poecilia dauli - Poecilia dominicensis - Poecilia elegans - Poecilia formosa – molinezja meksykańska - Poecilia gillii - Poecilia hispaniolana - Poecilia hondurensis - Poecilia koperi - Poecilia kykesis - Poecilia latipinna – molinezja szerokopłetwa - Poecilia latipunctata – molinezja szerokokropkowana - Poecilia marcellinoi - Poecilia maylandi - Poecilia mechthildae | - Poecilia mexicana - Poecilia minima - Poecilia nelsoni - Poecilia obscura - Poecilia orri - Poecilia parae – karzełek parański - Poecilia petenensis - Poecilia picta - Poecilia reticulata – pawie oczko, gupik, gupik pawie oczko, - Poecilia rositae - Poecilia salvatoris - Poecilia sarrafae - Poecilia sphenops – molinezja ostropyska, molinezja ostrousta - Poecilia sulphuraria - Poecilia teresae - Poecilia thermalis - Poecilia vandepolli - Poecilia velifera – molinezja żaglopłetwa - Poecilia vivipara – piękniczka - Poecilia waiapi - Poecilia wandae - Poecilia wingei – gupik Endlera - Poecilia zonata |

Gatunkiem typowym, oznaczonym w 1864 przez Bleekera, jest Poecilia vivipara.
Większość z wymienionych gatunków wyodrębniana jest do podrodzaju Mollienesia.

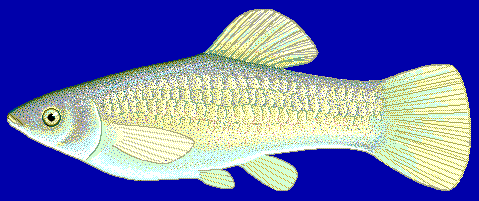
Poecilia formosa
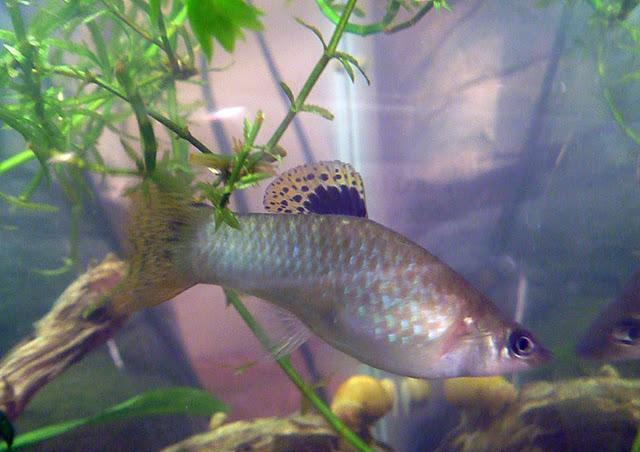
Poecilia gillii
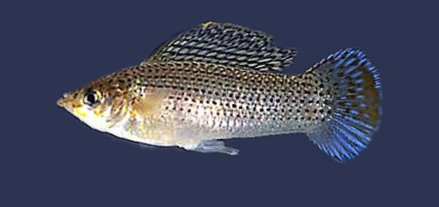
Poecilia latipinna
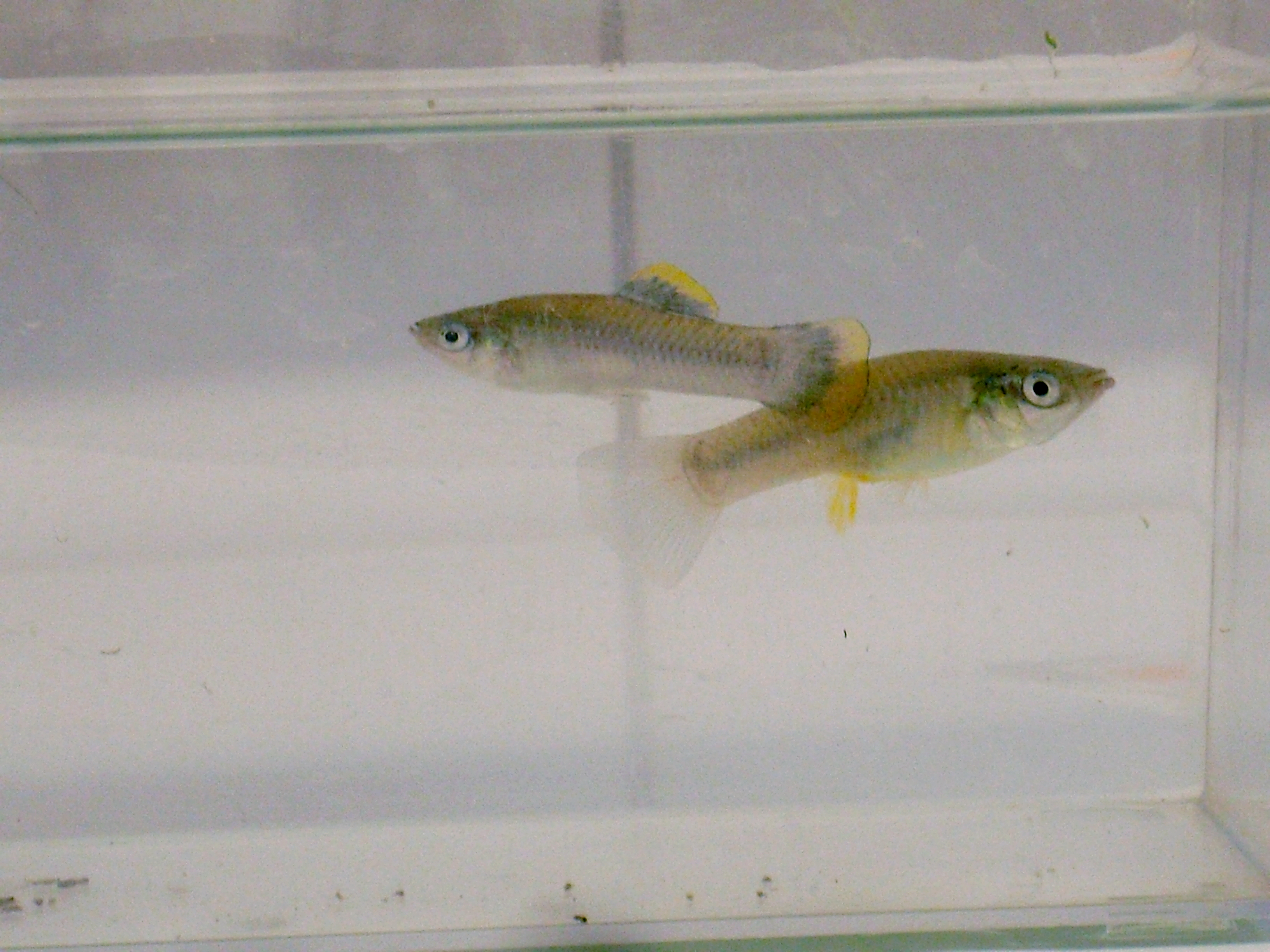
Poecilia mexicana
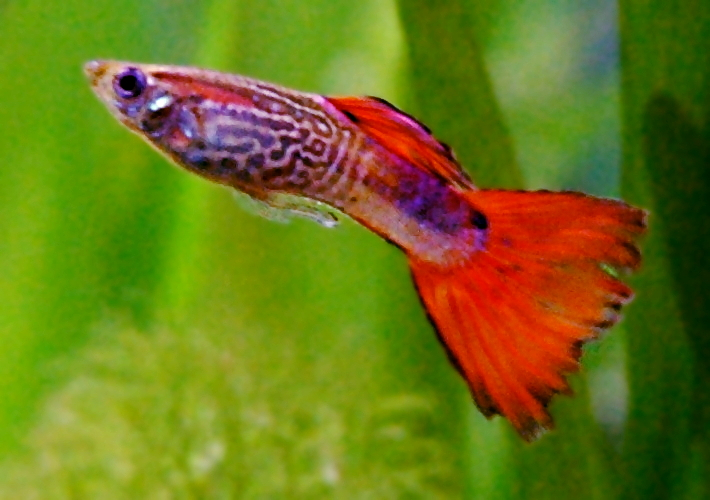
Poecilia reticulata
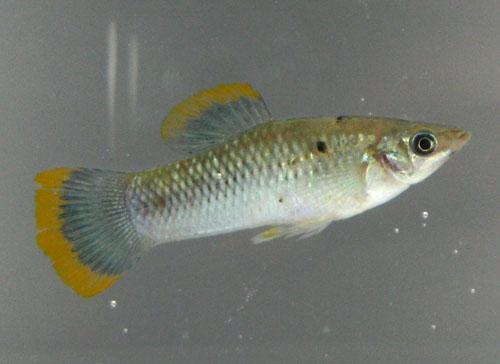
Poecilia sphenops
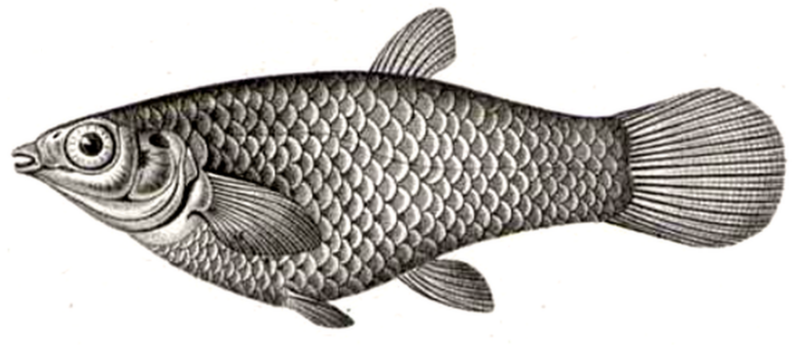
Poecilia vivipara
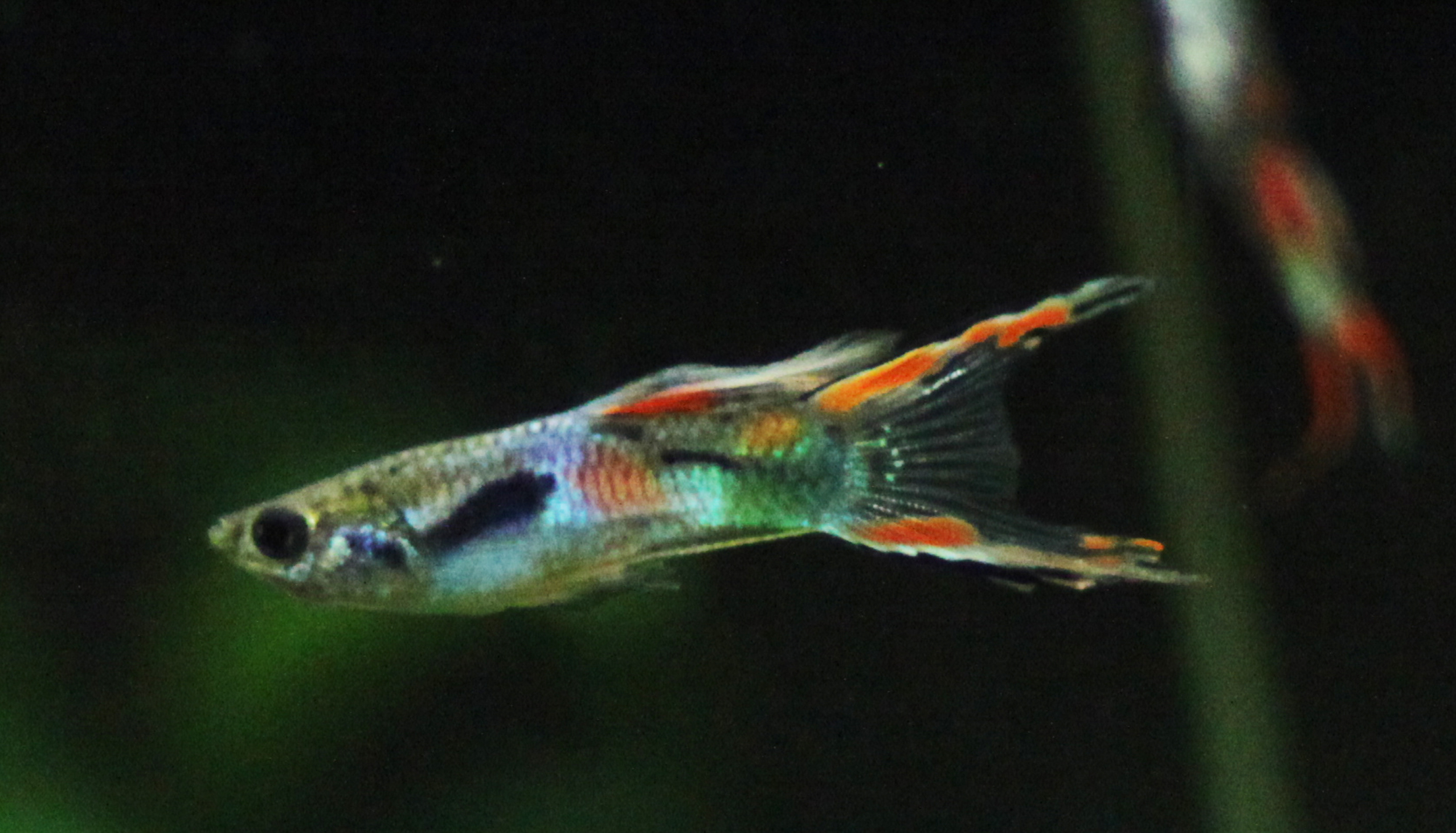
Poecilia wingei